# Homer John Scoggan
Homer John Scoggan ( 1911 - 1986 ) fue un profesor, botánico, micólogo, y pteridólogo canadiense, que se desempeñó en el "Departamento de Botánica y Fitopatología en el "Macdonald College", los aspectos botánico y micológico (fitopatología) desde 1946. Scoggan era sobre todo un botánico, y fue participante activo en los seminarios de fitopatología y se destacó en el aspecto micológico de las enfermedades de las plantas en sus conferencias durante sus años de profesor.

## Algunas publicaciones
- 1950. Botanical investigations in central Manitoba. Ed. King's Printer

### Libros
- 2002. The Flora of Canada. Volumen 7 de Publications in Botany. Ed. National Museum of Natural Sciences. 1.711 pp. ISBN 066000139X
- 1979. Part 4 - Dicotyledoneae (loasaceae to compositae). Publications in botany, Parte 4 de The flora of Canada. 595 pp. ISBN 0660001004
- 1978. General survey. Publications in botany, Parte 1 de The flora of Canada. 89 pp. ISBN 0660000156
- 1978. Flora of Canada, Pt.2 - Pteridophyta Gymnospermae Monocotyledoneae. Volumen 7 de National Museum of Natural Sciences Publications in Botany. 200 pp.
- 1959. The native flora of Churchill, Manitoba with notes on the history, geology, and climate of the area: Guide book. Ed. Minister of Northern Affairs and National Resources. 51 pp.
- 1957. Flora of Manitoba. Canad. Nat. Museum Bull. 140: 1-619
- 1950. The flora of Bic and the Gaspé Peninsula, Québec. Bulletin (National Museum of Canada): Biological series, National Museum of Canada. Ed. E. Cloutier. 399 pp.
- 1942. Ecological studies of the arctic-alpine flora of the Gaspé Penninsular and of Bic. McGill theses. 290 pp.
- 1935. Food reserves in trees, with special reference to the paper birch, Betula alba var. papyrifera. McGill theses. 128 pp.

## Honores
En el parque nacional de Bic, el "Camino de Scoggan"
- La abreviatura «Scoggan» se emplea para indicar a Homer John Scoggan como autoridad en la descripción y clasificación científica de los vegetales.[2]